# Psechrus cebu
Psechrus cebu är en spindelart som beskrevs av Murphy 1986. Psechrus cebu ingår i släktet Psechrus och familjen Psechridae.
Artens utbredningsområde är Filippinerna. Inga underarter finns listade i Catalogue of Life.